# 새 엄마가 데려온 딸이 전 여친이었다
《새 엄마가 데려온 딸이 전 여친이었다》(일본어: 継母の連れ子が元カノだった 마마하하노 쓰레고가 모토카노닷타[*])는 카미시로 쿄스케가 쓰고 타카야Ki가 삽화를 그린 일본의 라이트 노벨이다. 2017년 8월 7일부터 KADOKAWA의 소설 투고 사이트 『카쿠요무』에서 연재하기 시작하여 2018년 12월부터 《카도카와 스니커 문고》(KADOKAWA)에서 서적으로 발행하고 있다. 공식 약칭은 츠레카노(連れカノ). 2023년 12월 시점에서 전자판을 포함한 시리즈 누계 부수는 85만 부를 돌파했다.

## 줄거리
중학교 2학년 여름, 아야이 유메는 같은 중학교 학생인 이리도 미즈토에게 고백했고, 두 사람은 사귀기 시작했다. 두 사람은 처음엔 연인로 지내지만 사소한 엇갈림으로 서로 멀어지다 중학교를 졸업한 뒤로 헤어진다.
그러나 그 2주 뒤에 미즈토의 아버지와 유메의 어머니가 재혼을 하면서 미즈토와 유메는 이리도라는 같은 성을 쓰는 남매가 되어 한 집안에서 생활하기 시작한다. 사귀던 시절의 응어리가 풀리지 않아 늘 으르렁거리면서도 미즈토와 유메는 부모의 신혼생활에 신경을 쓰고 연인이었음을 숨기고 그저 의붓남매로만 대해가기로 한다.
그리고 같은 고등학교에 진학해 반도 같아진 두 사람은 그곳에서 카와나미 코구레,  히가시라 이사나, 미나미 아카츠키 등 세 동창과 만나 친해진다. 그 후, 코구레와 아카츠키가 중학생 무렵에 사귀고 있던 것이 밝혀지거나, 히가시라 이사나에게 고백해 차이거나 하는 등, 다섯 사람 사이의 관계는 연애 요소가 얽혀 복잡해진다.
그러던 중 이리도 가문은 가족 넷이서 미즈토 아버지의 고향으로 돌아가게 되고, 거기서 결혼식은 사귈 무렵에도 몰랐던 미즈토의 과거와 그의 생각을 알게 된다. 그리고 자신의 미즈토에 대한 사랑이 끝나지 않았음을 자각하고, 과거의 미즈토와의 연애 관계와 결별하고, 이리토 유메로서 재차 미즈토와의 교제를 목표로 할 것을 결심한다.

## 등장인물
- 이리도 미즈토(伊理戸水斗)

성우 - 시모노 히로(TVA), 우에무라 유토(드라마 CD)
- 이리도 유메(伊理戸結女)

성우 - 히다카 리나(TVA), 코가 아오이(드라마 CD)
- 카와나미 코구레(川波小暮)

성우 - 오카모토 노부히코(TVA), 하타나카 타스쿠(드라마 CD)
- 미나미 아카츠키(南暁月)

성우 - 하세가와 이쿠미(TVA), 타카다 유우키(드라마 CD)
- 히가시라 이사나(東頭 いさな)

성우 - 토미타 미유(TVA), 하나모리 유미리(드라마 CD)
- 이리도 미네아키(伊理戸峰秋)

성우 - 오키츠 카즈유키
- 이리도 유니(伊理戸由仁)

성우 - 카야노 아이

## 수상
| 발표년 | 상                                     | 부문             | 대상                                                          | 결과 |
| ------ | -------------------------------------- | ---------------- | ------------------------------------------------------------- | ---- |
| 2018년 | 라노베 뉴스 어워드 2018년 12월간       | 종합             | 새 엄마가 데려온 딸이 전 여친이었다 지나간 사랑이 끝나질 않아 | 선출 |
| 2018년 | 라노베 뉴스 어워드 2018년 12월간       | 모에             | 새 엄마가 데려온 딸이 전 여친이었다 지나간 사랑이 끝나질 않아 | 선출 |
| 2018년 | 라노베 뉴스 어워드 2018년 12월간       | 신작 종합        | 새 엄마가 데려온 딸이 전 여친이었다 지나간 사랑이 끝나질 않아 | 선출 |
| 2018년 | 라노베 뉴스 어워드 2018년 12월간       | 신작             | 새 엄마가 데려온 딸이 전 여친이었다 지나간 사랑이 끝나질 않아 | 선출 |
| 2018년 | 제3회 카쿠요무 Web 소설 콘테스트       | 러브 코미디      | 새 엄마가 데려온 딸이 전 여친이었다 지나간 사랑이 끝나질 않아 | 대상 |
| 2020년 | 이 라이트 노벨이 대단해! 2020          | 신작             | 새 엄마가 데려온 딸이 전 여친이었다 지나간 사랑이 끝나질 않아 | 3위  |
| 2020년 | 이 라이트 노벨이 대단해! 2020          | 문고·종합        | 새 엄마가 데려온 딸이 전 여친이었다 지나간 사랑이 끝나질 않아 | 7위  |
| 2020년 | 독서 미터 OF THE YEAR 2020             | 라이트 노벨 랭킹 | 새 엄마가 데려온 딸이 전 여친이었다 4 첫 키스로 선언하다      | 10위 |
| 2021년 | 이 라이트 노벨이 대단해! 2021          | 문고·종합        | 새 엄마가 데려온 딸이 전 여친이었다 4 첫 키스로 선언하다      | 5위  |
| 2021년 | 라노베 뉴스 온라인 어워드 2021년 8월간 | 종합             | 새 엄마가 데려온 딸이 전 여친이었다 7 잠시만 더 이대로        | 선출 |
| 2021년 | 라노베 뉴스 온라인 어워드 2021년 8월간 | 모에             | 새 엄마가 데려온 딸이 전 여친이었다 7 잠시만 더 이대로        | 선출 |
| 2022년 | 이 라이트 노벨이 대단해! 2022          | 문고             | 새 엄마가 데려온 딸이 전 여친이었다 7 잠시만 더 이대로        | 11위 |
| 2022년 | 라노베 뉴스 온라인 어워드 2022년 7월간 | 모에             | 새 엄마가 데려온 딸이 전 여친이었다 9 프로포즈로는 부족하다   | 선출 |

## TV 애니메이션
2022년 7월부터 9월까지 AT-X 등에서 방송되었다.

### 스태프
- 원작 - 카미시로 쿄스케(紙城境介)[4][14]
- 캐릭터 원안 - 타카야Ki(たかやKi)[4][14]
- 감독 - 야나기 신스케(柳伸亮)[4][14]
- 시리즈 구성 - 아카오 데코(赤尾でこ)[4][14]
- 캐릭터 디자인 - 사토 카츠유키(佐藤勝行)[4][14]
- 프롭 디자인 - 키타야마 케이코(北山景子)
- 미술 감독 - 쿠즈 린(葛 林)
- 미술 설정 - 타카하시 마호(高橋麻穂)
- 색채 설계 - 스즈키 요코(鈴木ようこ)
- CG 라인 디렉터 - 사이토 타케시(齋藤威志)
- 촬영 감독 - 카와타 테츠야(川田哲矢), 무라야마 코토미(村山琴実)
- 편집 - 와타나베 치나미(渡邉千波)
- 음향 감독 - 타테이시 야요이(立石弥生)[12][14]
- 음향 제작 - 비트 그루브 프로모션[12][14]
- 음악 - 미즈타니 히로미(水谷広実)[12][14]
- 음악 제작 - 포니 캐년, 업드림[12][14]
- 치프 프로듀서 - 카와무라 히토시(川村 仁), 야루기 쇼(万木 壮)
- 프로듀서 - 마에다 켄타(前田健太), 키다 야스나리(木田泰成), 니시 아키라(西啓), 노지마 텟페이(野島鉄平), 소토카와 아키히로(外川明宏), 오카무라 타케마(岡村武真), 후쿠이 노리오(福井詔雄), 이이즈카 아야(飯塚 彩), 오야마 히토야스(尾山仁康), 오오모리 신지(大森慎司), 오자와 후미히로(小澤文啓), 시모카지야 아츠시(下梶谷敦), 타카시노 슈이치(高篠秀一), 야마다 코헤이(山田公平)
- 애니메이션 프로듀서 - 코타니 사토시(糀谷智司)
- 애니메이션 제작 - project No.9[4][14]
- 제작 - 츠레카노 제작위원회

### 주제가
데네브와 스피카(デネブとスピカ)
DIALOGUE+가 부른 오프닝 테마. 작사·작곡은 타부치 토모야, 편곡은 호리에 쇼타.
두 명의 피노키오(ふたりピノキオ)
harmoe가 부른 엔딩 테마. 작사는 나카무라 카나타, 작곡·편곡은 Tomggg, KiWi.

### 방영 목록
| 화수 | 제목 | 각본            | 그림 콘티                  | 연출              | 작화 감독                                                    | 총작화 감독               | 방송일         |
| ---- | --- | --------------- | -------------------------- | ----------------- | ------------------------------------------------------------ | ------------------------- | -------------- |
| #01  | 元カップルは呼びたくない「そういうところが......!」 전 연인은 부르고 싶지 않아 '그런 점이…!'                           | 아카오 데코     | 야나기 신스케              | 사토 미츠토시     | 하시모토 히데키 신카이 쇼토 홍범석                           | 사토 카츠유키             | 2022년 7월 6일 |
| #02  | 元カップルの看病な日「三十八度って聞いたけど」 전 연인의 간병하는 날 '38도라고 들었는데'                               | 스기사와 사토루 | 이시쿠라 케이이치          | 사도하라 타케유키 | 미즈노 타카히로 카와하라 쿠미코 모리야 하루키 마사키 유타    | 사토 카츠유키 오가와 에리 | 7월 13일       |
| #03  | 元カップルは白状する「変なこと、してないだろうな？」 전 연인은 자백한다 '이상한 짓, 한 건 아니지?'                     | 시즈하라 마이카 | 사토 미츠토시              | 사토 미츠토시     | 崔文澤 江湧                                                  | -                         | 7월 20일       |
| #04  | そういうのじゃない 그게 아니잖아                                                                                       | 아카오 데코     | 이이다 시게히사            | 히노자키 요시유키 | 모리야 하루키 미즈노 타카히로 홍범석                         | 오가와 에리               | 7월 27일       |
| #05  | 元カップルはお泊まりする「どういたしまして」 전 연인은 외박한다 '별말씀을'                                             | 아카오 데코     | 아오야마 히로시            | 카마다 나츠키     | 카와하라 쿠미코 마사키 유타 趙清雲 周志傑                    | 사토 카츠유키             | 8월 3일        |
| #06  | 元カップルは競い合う「馬鹿にしないでよっ!!」 전 연인은 경쟁한다 '바보 취급하지 마!!'                                   | 스즈사키 유야   | 이시쿠라 케이이치          | 사토 미츠토시     | 미즈노 타카히로 王家涵 蔣亮 王猛 赵青云 張梅                 | 오가와 에리               | 8월 10일       |
| #07  | 東頭いさなは恋を知らない 히가시라 이사나는 사랑을 모른다                                                               | 시즈하라 마이카 | 이시쿠라 케이이치          | 야마우치 토미오   | 赵小玲 杭新华 陈峰 俞天翔 崔文澤 江湧 蔣亮 王猛 陳佳慧       | 사토 카츠유키 오가와 에리 | 8월 17일       |
| #08  | 元カップルは警戒する 「わたしはもうフラれてるんですから、大丈夫ですよ」 전 연인은 경계한다 '전 이미 차여서 괜찮아요'   | 시즈하라 마이카 | Royden B                   | 마츠모토 마사유키 | 모리야 하루키 홍범석 STUDIO MASSKET                          | -                         | 8월 24일       |
| #09  | 若気の至り 어린 혈기                                                                                                   | 시즈하라 마이카 | Royden B 타카하시 마사유키 | 사도하라 타케유키 | 카와하라 쿠미코 마사키 유타 원오더                           | -                         | 8월 31일       |
| #10  | 元カップルは距離感がわからない 「なんかよそよそしくなってないか？」 전 연인은 거리감을 모른다 '왠지 서먹서먹해졌는데?' | 스기사와 사토루 | 히노자키 요시유키          | 후쿠이 요헤이     | 미즈노 타카히로 모리야 하루키 홍범석 원오더                  | 오가와 에리               | 9월 7일        |
| #11  | 元カップルは帰省する「よく、笑う人だったかな」 전 연인은 귀성한다 '잘 웃는 사람이었지'                                 | 아카오 데코     | 사카타 준이치              | 난바라 큐우       | 미즈노 타카히로 카와하라 쿠미코 홍범석 원오더 STUDIO MASSKET | 오가와 에리               | 9월 14일       |
| #12  | ファースト・キスは布告する 첫 키스는 선포한다                                                                          | 아카오 데코     | 이시쿠라 케이이치          | 사토 미츠토시     | 미즈노 타카히로 마사키 유타 홍범석 박혜란                    | 사토 카츠유키             | 9월 21일       |